# مدني الخيمي
مدني الخيمي (1332هـ _1417هـ /1913م_1997م) طبيب وباحث وأكاديمي سوري، كان يشغل منصب رئيس جامعة دمشق، وكذلك منصب وزير الصحة. يُعد أحد أبرز الشخصيات الطبية والأكاديمية في سوريا لفترة طويلة. جمع بين التميز العلمي والمهني والقدرة الإدارية والالتزام بالخدمة العامة، تاركاً بصمة واضحة في تاريخ الطب والتعليم.

## ولادته وتعليمه
وُلد مدني بن علي الخيمي في (1332هـ ـ /1913م) في المدينة المنورة، لذا أطلق والداه اسم “مدني” عليه. وتنسب تسمية الخيمي إلى عمل أجداده في تصنيع الخيام ومن قبل كانوا يعرفون بالسيد والعطار. قضى طفولته في حي القيمرية بدمشق. وتعد أسرته من أسر دمشق القديمة، وسكن أجداده في القيمرية و العمارة البرانية، وهما من الأحياء التاريخية العريقة في دمشق القديمة. هذا الارتباط بدمشق يمثل جزءاً هاماً من هويته.
حصل على الشهادة الابتدائية والإعدادية من مدارس دمشق، ثم التحق بالجامعة الأمريكية في بيروت ونال منها بكالوريوس العلوم الطبية عام 1933، ثم نال دكتوراه في الطب عام 1937 من الجامعة نفسها. قضى عاماً ونصف العام في جامعة ليون الفرنسية. كما حصل على زمالة أمراض القلب الأمريكية عام 1956، وقدم بحوثًا في مجالات اهتمامه في لندن وفيينا وفرانكفورت وباريس.

## عمله ووظائفه
ذهب إلى بيروت وعمل مقيمًا في مستشفيات الجامعة الأمريكية لمدة عام واحد، بعدها عاد إلى دمشق وافتتح فيها عيادته الخاصة. ثم عمل في جامعة دمشق عام 1942م كأستاذ مساعد لرئيس قسم الأمراض الباطنية. ثم عميداً للكلية بين عامي (1960-1962). ثم رئيساً للجامعة بين عامي (1962-1964). ثم أميناً عاماً لمجلس الاختصاصات العربية بين عامي (1987-1990). وخلال عمله بالجامعة عمل رئيسًا لجمعية تناصر الأسرة بدمشق، كما مَثل سوريا في مؤتمرات علمية واجتماعية في اليونيسكو واليونيدو (1972-1980). تولى مسؤولية القطاع الصحي في سوريا لمدة تزيد عن سبع سنوات، وهي فترة هامة في رسم السياسات الصحيّة وتنفيذ البرامج والمشاريع المتعلقة بصحة المواطنين. بعد انتهاء فترة عمله كوزير، استمر الدكتور الخيمي في خدمة مجتمعه في مجالات أخرى. وشغل منصل أمين عام مجلس الاختصاصات العربية (1987-1990).

## كتبه وآثاره
لمدني العديد من المؤلفات الطبية القيمة التي تناولت مختلف جوانب الأمراض الباطنة والمعدية والقلبية وغيرها. كما ساهم في إعداد كتب جامعية اعتمدت في تدريس طلاب الطب في جامعة دمشق والأجيال اللاحقة من الأطباء. بالإضافة إلى ذلك، كُرم من قِبل فهرس المؤلفين بالمكتبة الوطنية (الأسد) بدمشق الذي أدرج مؤلفاته ضمن أبرز الإنتاجات الفكرية السورية.

### مؤلفاته الطبية
1. الأمراض القلبية مع موج لز في أمراض الأوعية والكلية.
2. الأمراض الإنتانية وأمراض المناطق الحارة.[10]
3. علم الأمراض العامة - أبحاث في الآليات المرضية.
4. الأمراض الباطنة والأمراض الخمجية والأمراض الاستقلابية.
5. فرط الحساسية في المجتمع السوري.[11]

كتب جامعية:
- طب الأمراض المعدية والطفيلية - ترجمة مع آخرين.
- محاضرات في أمراض القلب والأوعية - كتاب جامعي.
- فهرس المؤلفين بمكتبة الوطنية(الاسد) بدمشق

## وفاته
توفي الدكتور مدني الخيمي في دمشق عن عمر يناهز 83 عاماً في 25 شباط 1997.